# Гюла Круди
Гюла Круди (на унгарски: Gyula Krúdy) е унгарски журналист и писател на произведения в жанра приключенски и исторически роман.

## Биография и творчество
Гюла Круди е роден на 21 октомври 1878 г. в Ниредхаза, Унгария. Баща му е адвокат, от богато дворянско семейстно, а майка му Джулиана Чакании е била прислужница при семейство Круди. Те сключват официално брак едва когато Гюла е на 17 години, макар баща му да го е отгледал. Учи в училищата в Сату Маре, Подолин и Ниредхаза.
След завършване на гимназията работи като журналист в провинциални вестници в Дебрецен и Нагиварад. През 1896 г. се премества в Будапеща. Сътрудник е на различни списания.
Първият му сборник с разкази Üres a fészek („Празно гнездо“) е публикуван през 1897 г. В следващите години той публикува произведенията си основно като серийни публикации във вестниците.
На 27 декември 1899 г. се жени за писателката Бела Спеглер (с псевдоним Сатанела). Имат три деца – Гюла, Илона и Мария. През 1919 г. се развежда и се жени за много по-младата Зузана Роза, с която има една дъщеря.
През 1901 г. е издаден първият му роман Az aranybánya („В златната мина“). През 1911 г. започва да публикува произведения с участието на герой от „Хиляда и една нощ“ Синбад Мореплавателя.
По време на Първата световна война се връща в родния си град. През 1916 г. е удостоен с литературната награда „Франц Йосиф“. През 1918 г. се премества на остров Маргарет в Будапеща.
През 1920 – 1921 г., по време на съветската република, финансовото му състояние се влошава и той живее в лоши условия. Това води до влошаване на здравето му и последвалото в бъдеще пристрастяване към алкохола.
В края на 20-те и началото на 30-те здравето му сериозно се влошава и той работи малко, като постоянно е преследван от кредиторите си. През 1930 г. е удостоен с най-престижната литературна награда на Унгария – наградата „Баумгартен“.
Гюла Круди умира на 12 май 1933 г. в Будапеща.
След смъртта му творчеството му е почти забравено до 1940 г., когато писателят Шандор Мараи започва да популяризира произведенията му.
Къщата му в Обуда през 1966 г. е превърната в Музей на търговията и туризма.

## Произведения

### Самостоятелни романи
- Az aranybánya (1901)
- A podolini kísértet (1906)
- Francia kastély (1912)
- Mákvirágok kertje (1913)
- A vörös postakocsi (1913)
Червеният дилижанс, изд.: „Народна култура“, София (1970), прев. Николина Атанасова
- Palotai álmok (1914)
- 42-es mozsarak (1915)
- Őszi utazások a vörös postakocsin (1917)
- Bukfenc (1917)
- Napraforgó (1918)
- Az útitárs (1918)
- Asszonyságok díja (1919)
- N. N. (1920)
- Mit látott Vak Béla szerelemben és bánatban (1921)
- Nagy kópé (1921)
- Hét bagoly (1922)
- Szépasszony férje... (1925)
- Primadonna (1926)
- Valakit elvisz az ördög (1928)
- Az első Habsburg (1930)
- Boldogult úrfikoromban (1930)
- A kékszalag hőse (1931)
- A tiszaeszlári Solymosi Eszter (1931)
- Purgatórium (1933)
- Így volt 1914-ben (1933)

### Сборници (разкази и новели)
- Üres a fészek (1897)
- A víg ember bús meséi (1900)
- Kún László (1902)
- A komáromi fiú (1903)
- Pogány magyarok (1903)
- Diákkisasszonyok (1905)
- Hazám tükre (1905)
- Pajkos Gaálék (1906)
- Hét szilvafa (1907)
- A bűvös erszény (1908)
- A negyvenes évekből (1909)
- Mihály csizmája (1910)
- A podolini takácsné és a többiek (1911)
- Szindbád utazásai (1912)
- Az utolsó honvédek (1913)
- Első szerelem (1914)
- Mákvirágok kertje (1914)
- Margit története (1914)
- Palotai álmok (1914)
- Szindbád: A feltámadás (1915)
- Aranykéz utcai szép napok (1916)
- Pesti album (1919)
- Tótágas (1919)
- A betyár álma – Kleofásné kakasa (1920)
- A fejedelem szolgája (1925)
- N.N. – A betyár álma (1925)
- Szindbád megtérése (1925)
- Álmoskönyv (1925)
- Az élet álom (1931)

### Екранизации
- 1963 A hírlapíró és a halál – тв филм
- 1971 Szindbád – по поредицата
- 1974 Napraforgó
- 1975 A sas meg a sasfiók – тв филм по Zoltánka
- 1975 Öszi versenyek – ТВ филм
- 1977 Hungária kávéház – тв сериал, 1 епизод
- 1979 Verzió
- 1979 Tizenhat város tizenhat lánya – тв филм
- 1987 A komáromi fiú – тв филм
- 2005 Stambuch – тв филм